# Beverly Hills Chihuahua
Beverly Hills Chihuahua (voorheen: South of the Border) is een film uit 2008 van Disney, onder regie van Raja Gosnell.

## Verhaal
De film draait om Chloe, een rijke chihuahua uit Beverly Hills, die op een dag verdwaalt en belandt in Mexico. Ze zoekt nu hulp bij anderen om zo snel mogelijk terug naar huis te keren. De liedjes worden gezongen door De Dalton Sisters.

## Rolverdeling

### Mensen
- Jamie Lee Curtis - Tante Viv
- Piper Perabo - Rachel Ashe Lynn
- Manolo Cardona - Sam
- Maury Sterling - Rafferty
- Jesús Ochoa - Officier Ramirez

### Stemmen
- Drew Barrymore - Chloe
- Andy García - Delgado
- George Lopez - Papi
- Edward James Olmos - El Diablo
- Eddie "Piolín" Sotelo - Rafa
- Plácido Domingo - Monte
- Paul Rodriguez - Chico
- Cheech Marin - Manuel
- Loretta Devine - Delta
- Luis Guzmán - Chucho
- Eugenio Derbez - Winkeleigenaar

### Nederlandse stemmen
- Angela Schijf - Chloe
- Tom van Landuyt - Papi
- Katja Schuurman - Rachel
- Bridget Maasland - Angela
- Tony Neef - Sebastian
- Rossana Kluivert - Stiliste
- Lucie de Lange - Tante Viv

## Visuele effecten
Cinesite in Londen gebruikt een speciaal ontworpen pijpleiding als vervanging voor veel pratende honden. Degene die de visuele effecten regelde was Matt Johnson en degene die de animatie regelde was Alexander Williams.

## Filmmuziek
De muziek van Beverly Hills Chihuahua is geschreven door Heitor Pereira.